# Francisco Gabriel Guerrero
Francisco Gabriel Guerrero (* 23. August 1977 in Buenos Aires) war ein argentinischer Fußballspieler.
Francisco Gabriel Guerrero startete seine Karriere 1994 in Argentinien beim Verein CA Independiente. 2001 wurde er nach Europa zum FC Zürich transferiert. Dort spielte er drei Jahre, ehe er für ein halbes Jahr an den FC Basel ausgeliehen wurde. Nach seiner kurzen Rückkehr zum FC Zürich wechselte er 2005 zu Estudiantes de La Plata und spielte auch noch für Huracan de Caguas. Im Jahr 2007 wechselte er zurück in die Schweiz und spielte ein halbes Jahr für die SC YF Juventus Zürich. Seit der Saison 2007/08 spielt er nun für den FC Aarau.
Zur Saison 2009/10 wechselte Guerrero nach Zypern zu APEP Kyperounda und unterschrieb einen Zweijahresvertrag. Im Sommer 2011 beendete er seine Spielerkarriere.